# Chapelle Gravel

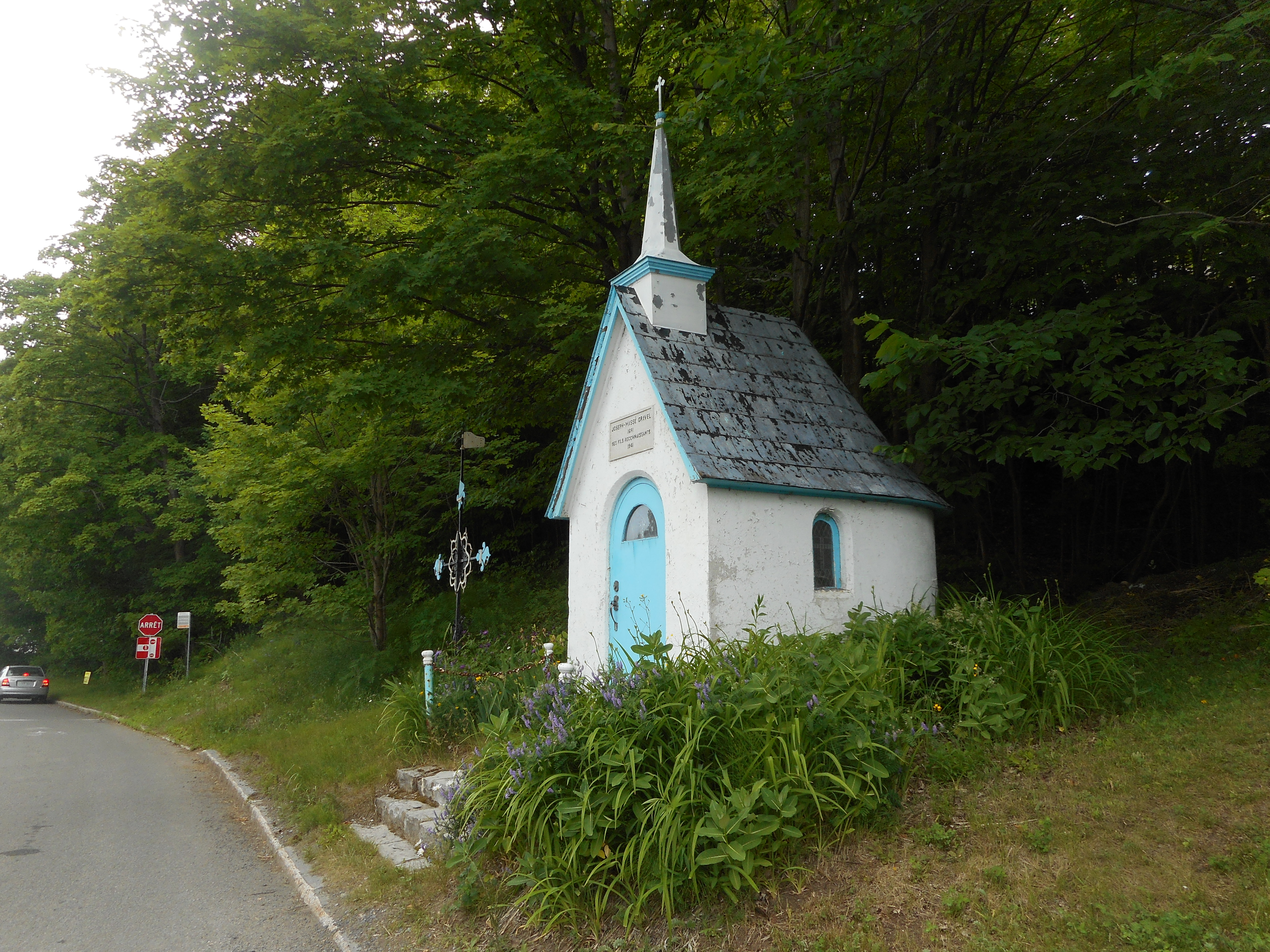
Chapelle Gravel

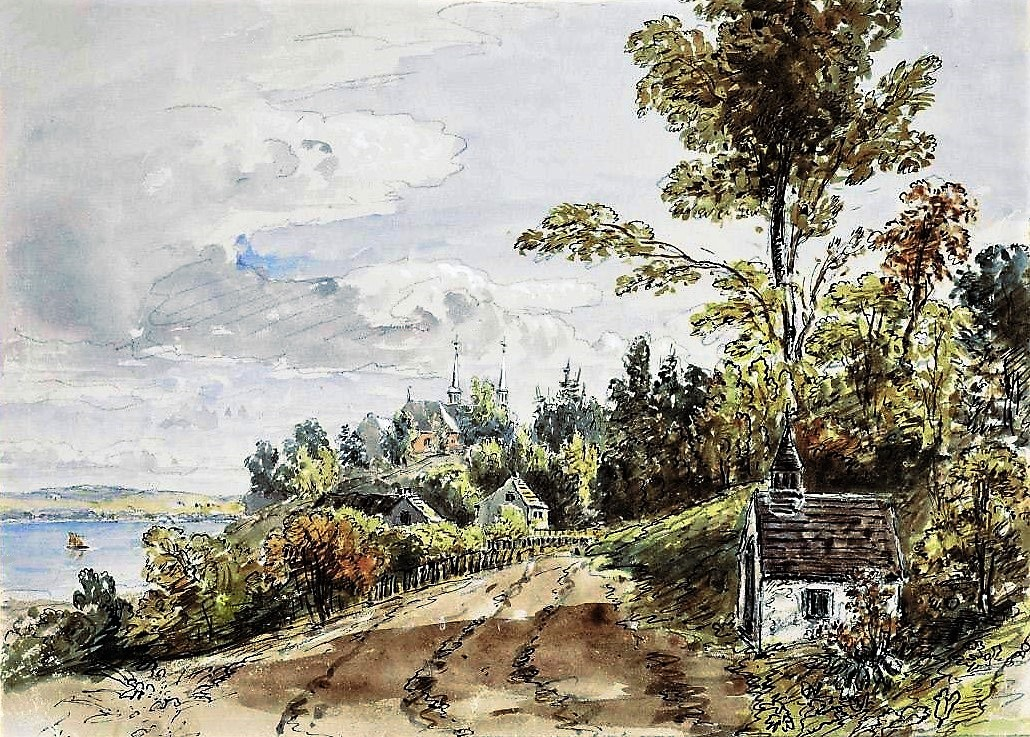
Château-Richer en 1827

La chapelle Gravel est une chapelle de procession de Château-Richer, au Québec. Elle est située en face du numéro 8666 de l'avenue Royale, à l'est de la rue Huot.

## Histoire
Elle a été construite en 1941 pour célébrer le tricentenaire de l'arrivée de Joseph-Massé Gravel, l'ancêtre des familles Gravel, en 1641. Cette petite chapelle consacrée à Notre-Dame-de-l'Assomption fut bénie le 1er juillet 1941 par l'abbé Pierre Gravel lors d'une cérémonie qui rassembla près de 2 000 personnes dont de nombreuses familles Gravel. 
C'est une chapelle de procession où des fidèles se rassemblaient pour prier et chanter des cantiques à la Vierge. L'abbé Pierre Gravel, né le 24 septembre 1899 à Château-Richer et décédé à Québec le 29 août 1977, en fut le maître d'œuvre et l'âme de toutes les cérémonies religieuses qui y eurent lieu durant 36 ans. L'abbé Gravel réunissait des fidèles à la Fête de la Saint-Jean-Baptiste et à l'occasion de la fête de Notre-Dame-de-l'Assomption (15 août).
De nombreux touristes québécois et américains visitent cette petite chapelle chaque année.